# Amerykańskie Kolegium Położników i Ginekologów
Amerykańskie Kolegium Położników i Ginekologów (ang. American College of Obstetricians and Gynecologists, ACOG) – amerykańska organizacja członkowska zajmująca się rozwojem opieki zdrowotnej kobiet i profesjonalnymi oraz społeczno-ekonomicznymi interesami jej członków, poprzez stałe kształcenia medyczne, praktykę, badania i rzecznictwo. Założona została w 1951 roku. Należy do niej ponad 58 000 członków. Działania kongresu obejmują opracowywanie wytycznych praktyk kolegium i innych materiałów edukacyjnych.